# Fellow
Der Titel Fellow (englisch für Gleichgestellter, Gefährte, Genosse bzw. Mitglied) bezeichnet im  Hochschulbetrieb und in sonstigen wissenschaftlichen Vereinigungen ein (nicht im juristischen Sinn) zur Körperschaft gehörendes Mitglied.

## Deutscher Sprachraum
Im deutschen Sprachraum bezeichnet Fellow ein zu einer Wissenschaftseinrichtung gehörendes Ehren- oder Gastmitglied, dessen Forschungstätigkeit zumindest teilweise von dieser alimentiert wird, das jedoch kein Beschäftigungs- oder Vertragsverhältnis mit ihr hat. Ein Beispiel ist das Wissenschaftskolleg zu Berlin, welches seit 1981 jährlich rund 40 Fellows einlädt.
Von Professoren unterscheiden sich Fellows dadurch, dass sie in der Regel vom Lehrdeputat befreit und hinsichtlich des Umfangs, des Inhalts und der Ergebnisse ihrer Forschungstätigkeit kaum institutionellen Zielen und Zwängen unterworfen sind.

## Englischer Sprachraum
Seinen Ursprung hat der Begriff im englischen Sprachraum, aus dem er im Zuge der politisch gewollten Internationalisierung des europäischen Wissenschaftsbetriebs (siehe auch Bologna-Prozess) übernommen wurde.

### Hochschulbetrieb
Im britischen akademischen Sprachgebrauch bezeichnet Fellow einen Gelehrten, der von einer Hochschule oder Universität zum Zwecke der Forschung und/oder Lehre finanziell unterstützt wird. Jedoch halten nicht all diese Forschenden wirklich den Titel „Fellow“, und es ist schwierig, exakte Angaben über die Anwendung dieses Titels zu machen. In den neueren Universitäten werden Forschungsstipendien, die fast immer Interimsstellen sind, jenen zugesprochen, die ein Promotionsverfahren hinter sich haben. (Jüngere werden normalerweise zu Forschungsassistenten berufen; Akademiker mit dauerhaften Gehältern werden häufig zu Lektoren ernannt.)
In den älteren britischen Universitäten nehmen viele Fellows betreuende Verantwortlichkeiten für die Studenten ihrer Hochschulen wahr. Zum Beispiel gehören an der Universität Cambridge Fellows zu dem ältesten akademischen Hochschulpersonal. Diese sind nicht nur verantwortlich für Lehre, Forschung und die Betreuung der Studierenden; sie bilden auch einen Rat, um den Master zu unterstützen (oder entsprechend, z. B. den Direktor des Homerton College, Cambridge).
Der Begriff Fellow wird ebenso für gewählte Mitglieder britischer Gelehrtengesellschaften verwendet. Diese führen ihn ebenso als Namenszusatz, beispielsweise „Sir Alec Jeffreys FRS“ (Fellow of the Royal Society). Weitere Fellows aus diesem Bereich sind Fellow of the British Academy (FBA), Fellow of Imperial College (FIC), Fellow of the Academy of Medical Sciences (FMedSci) und Fellow of the Royal Academy of Engineering (FREng).
Fellowships richten sich wiederum an Wissenschaftler in unterschiedlichen Phasen ihrer Karriere und stellen eine umfassendere Förderung dar, als sie beispielsweise bei einem Stipendium der Fall wäre. Gängige Arten von Fellowships sind:
- Predoctoral Fellowships: Diese richten sich an herausragende Doktorandinnen und Doktoranden und unterstützen sie bei der Fertigstellung ihrer Dissertation.
- Postdoctoral Fellowships: Diese sind die häufigste Form und bieten jungen Forscherinnen und Forschern nach der Promotion die Möglichkeit, ein eigenes Forschungsprofil zu entwickeln, internationale Erfahrungen zu sammeln und sich für eine wissenschaftliche Karriere zu qualifizieren.
- Senior Fellowships: Diese richten sich an etablierte und renommierte Wissenschaftlerinnen und Wissenschaftler. Sie dienen oft dazu, einen Forschungsaufenthalt an einer anderen Einrichtung zu ermöglichen, den Austausch mit Fachkollegen zu intensivieren oder ein größeres Forschungsvorhaben umzusetzen.
- Teaching Fellowships / Writing Fellowships / Culture Fellowships: Neben der reinen Forschungsförderung gibt es auch Fellowships, die auf die Weiterentwicklung der Lehre oder die Förderung spezifischer Kompetenzen, wie dem wissenschaftlichen Schreiben oder dem interkulturellen Austausch, abzielen.

### Wissenschaftsgemeinschaften
Daneben kann der Begriff Fellow auch Stipendiat bedeuten. Auch hier wird der Ausdruck in der Regel für „fortgeschrittene“ oder erfahrene Berufstätige – im Gegensatz etwa zu Schülern oder Bachelorstudenten – benutzt. Meistens wird der Begriff Fellow – oder davon abgeleitet Fellowship (Stipendium) – im wissenschaftlichen Kontext benutzt (z. B. Fulbright Fellow). Er kann aber auch davon unabhängig sein (z. B. Guggenheim Fellowship, der auch an Künstler vergeben wird). Zu finden ist diese Bezeichnung vor allem in wissenschaftlichen Gesellschaften wie der American Physical Society (APS Fellow), der Optical Society of America (OSA Fellow) oder dem Institute of Electrical and Electronics Engineers (IEEE Fellow).

### Unternehmen und Organisationen
Analog zu diesen Gesellschaften nutzen auch größere Firmen den Titel Fellow, beispielsweise Bell Labs (Bell Labs Fellow), Boston Scientific (Boston Scientific Fellow), IBM (IBM Fellow) oder Intel (Intel Fellow). Dieser Titel entspricht dabei in der Regel der höchsten erreichbaren Stellung einer technischen Karriere, das heißt einer Tätigkeit in Forschung und Entwicklung, und kann erst nach langjähriger Tätigkeit im Unternehmen erreicht werden. Mitunter können diese wissenschaftlichen Mitarbeiter ihre Forschungsaufgaben „vorübergehend selbständig und ohne Rücksicht auf kommerzielle Firmeninteressen bestimmen“.
Ein weiteres Beispiel ist die Internationale Atomenergieorganisation, in der Gastwissenschaftler aus den Mitgliedsstaaten als „Fellows“ bezeichnet werden und für die Zeit ihres Aufenthaltes von der IAEO Zahlungen erhalten.